# Vezirköprü

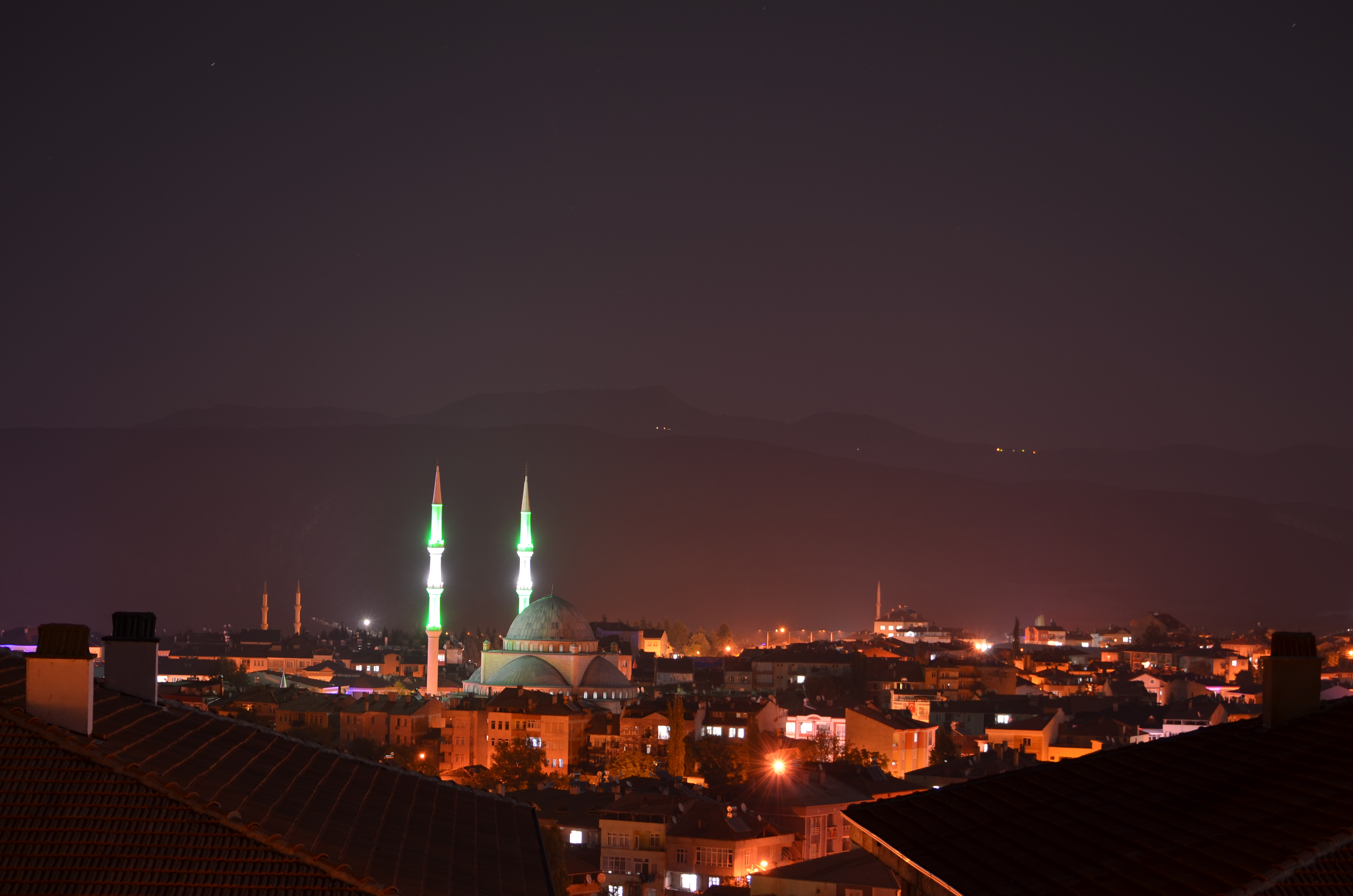
Köprülü Mehmet Paşa Mosque in Vezirköprü

Vezirköprü è una città della Turchia, centro dell'omonimo distretto della provincia di Samsun.

## Storia
Vezirköprü risale agli Ittiti (2000 a 700 a.C.) che avevano fondato il primo insediamento lontano circa 2,5 chilometri dalla città attuale.
È stato dimostrato che la strada da Ninive (capitale assira) al Mar Nero attraversava Vezirköprü e che quindi la stessa era situata su un'importante strada di comunicazione. 
I Frigi hanno occupato la regione nel 1200 a.C. e Alessandro Magno successivamente estese il suo regno anche da questa parte dell'Anatolia. 
Dopo la disgregazione dell'Impero di Alessandro la regione di köprü divenne parte del Ponto, con capitale a Amaseia (Amasya), più tardi a Sinope (Sinop). 
Quando l'ultimo re Mitridate VI fu sconfitto dai Romani, Pompeo Magno fondò una "città nuova", Neapolis, che più tardi cambiò nome in Neoklaudiopolis, il precursore della moderna Vezirköprü. 
La città fu distrutta sotto le incursioni dei Frigi, per essere poi ricostruita in epoca Bizantina con il nome di Theacliodiopolis. 
I resti delle fortificazioni di quel periodo suggeriscono che la città era effettivamente molto sviluppata.
Vezirköprü fu nuovamente distrutta durante le guerre tra i Selgiuchidi e i Bizantini e il sultano Mesud la ricostruì nel 1160 come Gadegara. 
Dal momento che la città fu saccheggiata frequentemente in locali rivolte contro l'Impero ottomano, gli abitanti sentirono il bisogno di costruire due castelli per proteggersi. 
Taşkale e Toprakkale sono i castelli costruiti per questo scopo. Vezirköprü è diventato un luogo di vacanza per i governanti ottomani.
Vezirköprü in primo momento è stata annessa a Sivas, poi ad Amasya e infine a Samsun nel 1925.

## Geografia fisica

### Clima
Vezirköprü è la zona di transizione fra i climi marini e continentali, con inverni freddi, estati calde e secche e primavere e autunni piovosi. I venti prevalenti vengono da ovest in inverno e da sud in estate.